# Ostrzyca Proboszczowicka
Ostrzyca Proboszczowicka este o arie protejată (sit de importanță comunitară — SCI) din Polonia întinsă pe o suprafață de 70,52 ha, integral pe uscat.

## Localizare
Centrul sitului Ostrzyca Proboszczowicka este situat la coordonatele 51°03′23″N 15°45′55″E / 51.0565°N 15.7654°E.

## Înființare
Situl Ostrzyca Proboszczowicka a fost declarat sit de importanță comunitară în septembrie 2006 pentru a proteja un număr necunoscut de specii din flora spontană și fauna sălbatică aflate în arealul zonei.

## Biodiversitate
Situată în ecoregiunea continentală, aria protejată conține 7 habitate naturale: Pajiști panonice carstice (Stipo-Festucetalia pallentis), Liziere de ierburi înalte hidrofile de câmpie și de nivel montan până la alpin, Grohotișuri silicioase medio-europene, la altitudine înaltă, Grohotișuri medio-europene calcaroase, de la nivel colinar și montan, Pante stâncoase silicioase cu vegetație casmofită, Păduri de stejar și carpen Galio-Carpinetum, Păduri pe pante, grohotișuri și ravene de Tilio-Acerion.
La baza desemnării sitului se află un număr nedeclarat de specii protejate.